# Телевизионный сезон 2014/15 (США)
Ниже приведено телевизионное расписание трансляции программ пяти широковещательных сетей США в прайм-тайм с сентября 2014 года по август 2015 года. Список включает в себя данные по каждому каналу по новым программам, текущим и закрытым с сезона 2013/14.
NBC стал первой сетью, которая объявила о своем расписании 11 мая 2014 года, следом 12 мая Fox, 13 мая ABC, 14 мая CBS и 15 мая The CW Television Network.
MyNetworkTV и Ion Television не включены в список, так как не выпускают оригинальных программ и транслируют повторы. PBS также не включён в список, так как не имеет строгого графика.

## Обзор

### ABC
Основным нововведением ABC стала перестановка драм в четверг. Самый продолжительный в истории канала драматический сериал «Анатомия страсти» спустя много лет трансляции в 9 вечера переехал в 8, а в 9 в свою очередь был перенесён основной хит ABC «Скандал». Желанный слот в 10 достался драме «Как избежать наказания за убийство» с Виолой Дэвис в главной роли. Примечательно, что все три шоу четверга производятся Шондой Раймс.
В понедельник, как и пять лет подряд ранее, остались реалити-шоу Dancing with the Stars и процедурал «Касл». Значительные изменения произошли во вторник, так как шоу «Агенты «Щ.И.Т.»» было перенесено на 9 вечера с восьми. В 8, тем временем, канал поставил комедийные новинки «Селфи» и «Манхэттенская история любви». Завершает вечер фэнтези-процедурал «Вечность».
В среду, между комедийным ветеранам «Бывает и хуже» (8) и «Американская семейка» (9) был добавлен второй сезон «Голдберги», а в свою очередь после «Американская семейка» стартует новинка «Черноватый». В 10 вечера была оставлена драма «Нэшвилл». В пятницу, ABC добавил лишь ситком «Кристела» в 8.30, а блок из «Последний настоящий мужчина» (8), реалити-шоу Shark Tank (9) и 20/20 (10), остался без изменений. Тоже произошло и в воскресенье, где остались фэнтези «Однажды в сказке», драма «Воскрешение» (9) и мыльная опера «Месть» (10).

### CBS
Впервые за много лет, CBS внёс изменения в каждый из шести дней недели. Ярким примером стало урезание блока ситкомов понедельника в пользу новой драмы «Скорпион», которой достался девятичасовой слот. В 8 в начале осени будет перемещен основной хит канала «Теория Большого взрыва», после которого вернётся «Мамочка». Завершает вечер очередной сезон процедурала «Морская полиция: Лос-Анджелес», который переехал в 10 вечера со вторника.
Во вторник между «Морская полиция: Спецотдел» (8) и «В поле зрения» (10), разместился процедурал «Морская полиция: Новый Орлеан». В среду, к привычным реалити Survivor (8) и процедуралу «Мыслить как преступник» (9), была добавлена новинка «Сталкер» (10). Четверг с 11 сентября по 23 октября оккупировал Thursday Night Football, а 30 октября его место займут «Теория Большого взрыва», «Миллеры в разводе», «Два с половиной человека», «Маккарти» и «Элементарно». В пятницу в восьмичасовой слот переехало реалити The Amazing Race, после которого остались ветераны «Гавайи 5.0» и «Голубая кровь». В воскресенье тем временем впервые за много лет канал поставил новинку, драму «Мадам госсекретарь» (8), после которой остаётся «Хорошая жена», а завершает вечер старейший процедурал канала «C.S.I.: Место преступления», переехавший со среды. CSI: Cyber займет его слот позднее в сезоне.

### The CW
Самый непопулярный из шести основных сетей, The CW, поставил лишь две новинки на осень. Среди них были мыльная комедия «Девственница Джейн», получившая девятичасовой слот в понедельник, и очередной супергеройский сериал «Флэш» (вторник, 8). В понедельник в 8 был перенесён «Первородные», тогда как в другие дни все осталось без изменений с предыдущего сезона.

### Fox
В первые за много лет, Fox поставил в воскресный блок анимационных комедий live-action ситкомы. В 7.30 вечера блок открывает «Бургеры Боба», в 8 — «Симпсоны», а следом live-action «Бруклин 9-9», после чего в 9 анимационная комедия «Гриффины» и за ней live-action новинка Mulaney.
В понедельник, на Fox в 8 вечера была поставлена новинка «Готэм», а в 9 остался второй сезон «Сонная лощина». Во вторник в 8, вместо «Хор», будет выходить реалити-шоу Utopia, после чего в 9 останется блок ситкомов «Новенькая» и «Проект Минди». В среду восьмичасовой слот также заняло реалити, Hell’s Kitchen, после которого в 9 место было отведено под драму Red Band Society. На четверг, в 8 переехал процедурал «Кости», а в 9 осенью была поставлена новинка «Грейспойнт». В пятницу на Fox блок из реалити MasterChef Junior и Utopia.

### NBC
NBC, который выиграл предыдущий сезон в демографической категории 18-49 в первый раз за 10 лет, поставил «Чёрный список» в слот после Супербоула, после чего перемещая драму с понедельника на 9 вечера четверга, начиная с 5 февраля 2015 года. В десятичасовом слоте понедельника, после реалити-шоу The Voice, канал поставил драму «Положение дел» с Кэтрин Хайгл и Элфри Вудард в главных ролях, премьера которой состоится 17 ноября 2014 года.
Во вторник в 9 вечера, также после The Voice, NBC на осень поставил комедийную новинку «Женись на мне» с Кейси Уилсон, а следом второй сезон «Мой мальчик» и в 10 третий сезон драмы «Пожарные Чикаго». В среду в 8 вечера канал поставил драмеди «Тайны Лауры» с Деброй Мессинг, а следом оставил без изменений блок из процедуралов «Закон и порядок: Специальный корпус» и «Полицейский департамент Чикаго».
В четверг, NBC фактически отказался от исторической линейки Must See TV и вместо закрытых низкорейтинговых ситкомов, в 8 вечера поставил реалити The Biggest Loser, а затем блок из новых ситкомов «Плохая судья» с Кейт Уолш и «От А до Я», а в 10 сохранил семейную драму «Родители», которая завершится на шестом сезоне. В пятницу Dateline NBC и «Гримм» сохранили свои слоты в 8 и 9 вечера, а в 10 была поставлена драма «Константин». В воскресенье, как и ранее, осталось шоу Football Night in America.

## Расписание
- Локальные программы
- Повторы программ
- Прямые трансляции спортивных событий
- Новые шоу выделены Жирным.
- Указано Североамериканское восточное время и Тихоокеанское время.
- В скобках рядом с названиями указаны премьерные даты.

### Воскресенье
| Телесеть | Телесеть | 7:00 PM                        | 7:30 PM                        | 8:00 PM                      | 8:00 PM                            | 8:30 PM                            | 9:00 PM                            | 9:30 PM                            | 10:00 PM                           | 10:30 PM                           |
| -------- | -------- | ------------------------------ | ------------------------------ | ---------------------------- | ---------------------------------- | ---------------------------------- | ---------------------------------- | ---------------------------------- | ---------------------------------- | ---------------------------------- |
| ABC      | Осень    | America's Funniest Home Videos | America's Funniest Home Videos | Однажды в сказке             | Однажды в сказке                   | Однажды в сказке                   | Воскрешение                        | Воскрешение                        | Месть                              | Месть                              |
| ABC      | Зима     | America's Funniest Home Videos | America's Funniest Home Videos | Галавант                     | Галавант                           | Галавант                           | Воскрешение                        | Воскрешение                        | Месть                              | Месть                              |
| ABC      | Весна    | America's Funniest Home Videos | America's Funniest Home Videos | Однажды в сказке             | Однажды в сказке                   | Однажды в сказке                   | Американское преступление          | Американское преступление          | Месть                              | Месть                              |
| CBS      | Осень    | 60 минут                       | 60 минут                       | Мадам госсекретарь           | Мадам госсекретарь                 | Мадам госсекретарь                 | Хорошая жена                       | Хорошая жена                       | C.S.I.: Место преступления         | C.S.I.: Место преступления         |
| CBS      | Зима     | 60 минут                       | 60 минут                       | Мадам госсекретарь           | Мадам госсекретарь                 | Мадам госсекретарь                 | Хорошая жена                       | Хорошая жена                       | CSI: Cyber                         | CSI: Cyber                         |
| Fox      | Fox      | НФЛ на Fox                     | Закусочная Боба                | Симпсоны                     | Симпсоны                           | Бруклин 9-9                        | Гриффины                           | Мулани                             | Локальные программы                | Локальные программы                |
| NBC      | NBC      | Ночь Футбола в Америке (4/9)   | Ночь Футбола в Америке (4/9)   | Ночь Футбола в Америке (4/9) | NBC: Футбол воскресной ночью (4/9) | NBC: Футбол воскресной ночью (4/9) | NBC: Футбол воскресной ночью (4/9) | NBC: Футбол воскресной ночью (4/9) | NBC: Футбол воскресной ночью (4/9) | NBC: Футбол воскресной ночью (4/9) |

### Понедельник
| Телесеть | Телесеть    | 8:00 PM                | 8:30 PM           | 9:00 PM            | 9:30 PM            | 10:00 PM                      | 10:30 PM                      |
| -------- | ----------- | ---------------------- | ----------------- | ------------------ | ------------------ | ----------------------------- | ----------------------------- |
| ABC      | ABC         | Танцы со звёздами      | Танцы со звёздами | Танцы со звёздами  | Танцы со звёздами  | Касл                          | Касл                          |
| CBS      | Осень       | Теория Большого взрыва | Мамочка           | Скорпион           | Скорпион           | Морская полиция: Лос-Анджелес | Морская полиция: Лос-Анджелес |
| CBS      | Последующее | Две девицы на мели     | Мамочка           | Скорпион           | Скорпион           | Морская полиция: Лос-Анджелес | Морская полиция: Лос-Анджелес |
| The CW   | The CW      | Первородные            | Первородные       | Девственница Джейн | Девственница Джейн | Локальные программы           | Локальные программы           |
| Fox      | Fox         | Готэм                  | Готэм             | Сонная лощина      | Сонная лощина      | Локальные программы           | Локальные программы           |
| NBC      | Осень       | Голос                  | Голос             | Голос              | Голос              | Чёрный список                 | Чёрный список                 |
| NBC      | Follow-up   | Голос                  | Голос             | Голос              | Голос              | Положение дел (7/11)          | Положение дел (7/11)          |

### Вторник
| Телесеть | Телесеть | 8:00 PM                    | 8:30 PM                     | 9:00 PM                       | 9:30 PM                       | 10:00 PM            | 10:30 PM            |
| -------- | -------- | -------------------------- | --------------------------- | ----------------------------- | ----------------------------- | ------------------- | ------------------- |
| ABC      | Осень    | Селфи                      | Манхэттенская история любви | Агенты «Щ.И.Т.»               | Агенты «Щ.И.Т.»               | Вечность            | Вечность            |
| ABC      | Зима     | Селфи                      | Манхэттенская история любви | Агент Картер                  | Агент Картер                  | Вечность            | Вечность            |
| ABC      | Весна    | Селфи                      | Манхэттенская история любви | Агенты «Щ.И.Т.»               | Агенты «Щ.И.Т.»               | Вечность            | Вечность            |
| CBS      | CBS      | Морская полиция: Спецотдел | Морская полиция: Спецотдел  | Морская полиция: Новый Орлеан | Морская полиция: Новый Орлеан | В поле зрения       | В поле зрения       |
| The CW   | The CW   | Флэш                       | Флэш                        | Сверхъестественное            | Сверхъестественное            | Локальные программы | Локальные программы |
| Fox      | Fox      | Утопия                     | Утопия                      | Новенькая                     | Проект Минди                  | Локальные программы | Локальные программы |
| NBC      | NBC      | Голос                      | Голос                       | Выходи за меня                | Мой мальчик                   | Пожарные Чикаго     | Пожарные Чикаго     |

### Среда
| Телесеть | Телесеть | 8:00 PM       | 8:30 PM      | 9:00 PM                             | 9:30 PM                             | 10:00 PM                       | 10:30 PM                       |
| -------- | -------- | ------------- | ------------ | ----------------------------------- | ----------------------------------- | ------------------------------ | ------------------------------ |
| ABC      | ABC      | Бывает и хуже | Голдберги    | Американская семейка                | Черноватый                          | Нэшвилл                        | Нэшвилл                        |
| CBS      | CBS      | Survivor      | Survivor     | Мыслить как преступник              | Мыслить как преступник              | Сталкер                        | Сталкер                        |
| The CW   | The CW   | Стрела        | Стрела       | 100                                 | 100                                 | Локальные программы            | Локальные программы            |
| Fox      | Fox      | Адская кухня  | Адская кухня | Красные браслеты                    | Красные браслеты                    | Локальные программы            | Локальные программы            |
| NBC      | NBC      | Тайны Лауры   | Тайны Лауры  | Закон и порядок: Специальный корпус | Закон и порядок: Специальный корпус | Полицейский департамент Чикаго | Полицейский департамент Чикаго |

### Четверг
| Телесеть | Телесеть    | 8:00 PM                        | 8:30 PM                       | 9:00 PM                          | 9:30 PM                       | 10:00 PM                           |                                    |
| -------- | ----------- | ------------------------------ | ----------------------------- | -------------------------------- | ----------------------------- | ---------------------------------- | ---------------------------------- |
| ABC      | Осень       | Анатомия страсти               | Анатомия страсти              | Скандал                          | Скандал                       | Как избежать наказания за убийство | Как избежать наказания за убийство |
| ABC      | Зима        | Анатомия страсти               | Анатомия страсти              | Скандал                          | Скандал                       | Секреты и ложь                     | Секреты и ложь                     |
| CBS      | Осень       | Ночь Футбола в четверг (11/9)  | Ночь Футбола в четверг (11/9) | Ночь Футбола в четверг (11/9)    | Ночь Футбола в четверг (11/9) | Ночь Футбола в четверг (11/9)      | Ночь Футбола в четверг (11/9)      |
| CBS      | Последующее | Теория Большого взрыва (30/10) | Миллеры в разводе (30/10)     | Два с половиной человека (30/10) | Маккарти (30/10)              | Элементарно (30/10)                | Элементарно (30/10)                |
| The CW   | The CW      | Дневники вампира               | Дневники вампира              | Царство                          | Царство                       | Локальные программы                | Локальные программы                |
| Fox      | Fox         | Кости                          | Кости                         | Грейспойнт                       | Грейспойнт                    | Локальные программы                | Локальные программы                |
| NBC      | Осень       | Потерявший больше всех         | Потерявший больше всех        | Плохая судья                     | От А до Я                     | Родители                           | Родители                           |
| NBC      | Winter      | Потерявший больше всех         | Потерявший больше всех        | Чёрный список (5/2)              | Чёрный список (5/2)           | Преданность                        | Преданность                        |

### Пятница
| Телесеть | Телесеть | 8:00 PM                     | 8:30 PM            | 9:00 PM                   | 9:30 PM                   | 10:00 PM            | 10:30 PM            |
| -------- | -------- | --------------------------- | ------------------ | ------------------------- | ------------------------- | ------------------- | ------------------- |
| ABC      | ABC      | Последний настоящий мужчина | Кристела           | Shark Tank                | Shark Tank                | 20/20               | 20/20               |
| CBS      | CBS      | Удивительная Гонка          | Удивительная Гонка | Гавайи 5.0                | Гавайи 5.0                | Голубая кровь       | Голубая кровь       |
| The CW   | The CW   | Так чья же сейчас реплика?  | Повторы программ   | Топ-модель по-американски | Топ-модель по-американски | Локальные программы | Локальные программы |
| Fox      | Fox      | MasterChef Junior           | MasterChef Junior  | Утопия                    | Утопия                    | Локальные программы | Локальные программы |
| NBC      | NBC      | Dateline NBC                | Dateline NBC       | Гримм                     | Гримм                     | Константин          | Константин          |

### Суббота
| Телесеть | Телесеть | 8:00 PM                         | 8:30 PM                         | 9:00 PM                         | 9:30 PM                         | 10:00 PM                        | 10:30 PM                        |
| -------- | -------- | ------------------------------- | ------------------------------- | ------------------------------- | ------------------------------- | ------------------------------- | ------------------------------- |
| ABC      | ABC      | Футбол субботним вечером (30/8) | Футбол субботним вечером (30/8) | Футбол субботним вечером (30/8) | Футбол субботним вечером (30/8) | Футбол субботним вечером (30/8) | Футбол субботним вечером (30/8) |
| CBS      | CBS      | Comedytime Saturday             | Comedytime Saturday             | Crimetime Saturday              | Crimetime Saturday              | 48 часов                        | 48 часов                        |
| Fox      | Fox      | Fox Sports Saturday             | Fox Sports Saturday             | Fox Sports Saturday             | Fox Sports Saturday             | Fox Sports Saturday             | Локальные программы             |
| NBC      | NBC      | Повторы программ                | Повторы программ                | Повторы программ                | Повторы программ                | Повторы программ                | Повторы программ                |

## По каналам

### ABC
| Вернувшиеся шоу: - Агенты «Щ.И.Т.» - Самое смешное видео Америки - Холостяк - Касл - Танцы со звездами - Голдберги - Анатомия страсти - Последний настоящий мужчина - Бывает и хуже - Американская семейка - Нэшвилл - Однажды в сказке - Воскрешение - Месть - Скандал - Shark Tank | Новые шоу: - Агент Картер - Американское преступление - Клуб жён астронавтов - Черноватый - Только для членов - Кристела - Вечный - Трудности ассимиляции - Галавант - Как избежать наказания за убийство - Манхэттенская история любви - Секреты и ложь - Селфи - Шёпот | Не вернувшиеся с сезона 2013/14: - Активы - Вернуться в игру - Предательство - Женщины-убийцы - Счастливая семёрка - Игры разума - Правила смешивания - Соседи - Однажды в стране чудес - Пригород - Супер весёлый вечер - Третья жена - Чёрный ящик |

### CBS
| Вернувшиеся шоу: - Две девицы на мели - 48 часов - 60 Minutes - Удивительная гонка - Теория Большого взрыва - Голубая кровь - Мыслить как преступник - C.S.I.: Место преступления - Элементарно - Хорошая жена - Гавайи 5.0 - Менталист - Майк и Молли - Миллеры в разводе - Мамочка - Морская полиция: Спецотдел - Морская полиция: Лос-Анджелес - В поле зрения - Выживший - Thursday Night Football (moved from NFL Network) - Два с половиной человека - Undercover Boss | Новые шоу: - Батл-Крик - C.S.I.: Место преступления киберсеть - Маккарти - Мадам госсекретарь - Морская полиция: Новый Орлеан - Странная парочка - Скорпион - Сталкер | Не вернувшиеся с сезона 2013/14: - Очень плохая училка - Сумасшедшие - Друзья с лучшей жизнью - Как я встретил вашу маму - Заложники - Искусственный интеллект - Мы-мужчины |

### The CW
| Вернувшиеся шоу: - 100 - Топ-модель по-американски - Стрела - Красавица и чудовище - Зои Харт из южного штата - Первородные - Царство - Сверхъестественное - Дневники вампира | Новые шоу: - Флэш - Я — зомби - Девственница Джейн - Посланники | Не вернувшиеся с сезона 2013/14: - Дневники Кэрри - Никита - Несчастные - Люди будущего |

### Fox
| Вернувшиеся шоу: - Американский папаша! - Бургеры Боба - Кости - Бруклин 9-9 - Гриффины - Последователи - Хор - MasterChef Junior - Проект Минди - Новенькая - Симпсоны - Сонная лощина | Новые шоу: - Бэкстром - Bordertown - Империя - Готэм - Иероглиф - Последний человек на Земле - Малэни - Красные браслеты - Странные одиночки - Уэйуорд Пайнс | Не вернувшиеся с сезона 2013/14: - Почти человек - Американский папаша! (переехал на TBS) - Папаши - Завербован - Воспитывая Хоуп - Рейк - Выживание Джека - The X Factor |

### NBC
| Вернувшиеся шоу: - Мой мальчик - Ученик - Величайший неудачник - Чёрный список - Пожарные Чикаго - Полицейский департамент Чикаго - Football Night in America - Гримм - Ганнибал - Закон и порядок: Специальный корпус - NBC Sunday Night Football - Родители - Парки и зоны отдыха - Голос | Новые шоу: - От А до Я - Верность - Плохая судья - Константин - Изумрудный город - Мистер Робинсон - Женись на мне - Управление полетом - Тайны Лауры - Одной большой счастливой - Одиссея - Удар - Положение дел - Неприятная Кимми Шмидт | Не вернувшиеся с сезона 2013/14: - Верь - Сообщество - Кризис - Дракула - Путеводитель по семейной жизни - Айронсайд - Шоу Майкла Джей Фокса - Революция - Шон сохраняет мир - Добро пожаловать в семью |

## Продления и закрытия

### Продления на полный сезон

#### ABC
- Как избежать наказания за убийство — сериал был продлен на полный сезон в октябре 2014 года.
- Черноватый — сериал был продлен на полный сезон в октябре 2014 года.
- Вечность — сериал был продлен на полный сезон 11 октября 2014 года.
- Кристела — 24 ноября 2014 года канал продлил шоу на полный сезон из 22 эпизодов.

#### CBS
- Мадам госсекретарь — 27 октября канал продлил сериал на полный сезон[33].
- Скорпион — 27 октября канал продлил сериал на полный сезон[33].
- Сталкер — 27 октября канал заказал дополнительные эпизоды к стандартным тринадцати[33].

#### The CW
- Флэш — сериал продлен на полный сезон 21 октября 2014 года из 23 эпизодов[33].

#### Fox
- Сонная лощина — канал заказал дополнительные 5 серий ко второму сезону 12 мая 2014 года. Таким образом сезон будет состоять из 18 серий[33].
- Готэм — сериал был продлен на полный сезон 13 октября 2014 года и будет состоять из 22 эпизодов[33].

#### NBC
- Тайны Лауры — 28 октября 2014 года канал продлил сериал на полный сезон.
- Женись на мне — сериал был продлен на полный сезон в ноябре 2014 года.

### Продления

#### CBS
- Теория Большого взрыва — сериал был продлён на восьмой, девятой и десятый сезоны 12 марта 2014 года[33].

#### Fox
- MasterChef Junior — продлён на третий сезон 5 марта 2014 года[88].

#### NBC
- Football Night in America — продлено на десятый сезон 14 декабря 2011 года[89]
- NBC Sunday Night Football — продлено на десятый сезон 14 декабря 2011 года[12]
- Ночная смена — 1 июля 2014 года канал продлил сериал на второй сезон из четырнадцати эпизодов

### Закрытия/Финалы сериалов

#### ABC
- Манхэттенская история любви — 24 октября 2014 года, шоу было закрыто после четырёх эпизодов.
- Селфи — 7 ноября 2014 года канал объявил о закрытии шоу после одного сезона из-за низких рейтингов.
- Только для членов — Шоу было закрыто каналом до выхода в эфир.

#### Fox
- Хор — 17 октября 2013 года было объявлено, что шестой сезон станет последним[90]

#### NBC
- Родители — 11 мая 2014 года было объявлено, что шестой сезон станет последним[91]
- Парки и зоны отдыха — 11 мая 2014 года было объявлено, что седьмой сезон станет последним[91]
- От А до Я — сеариал был закрыт в ноябре 2014 года.
- Плохая судья — сеариал был закрыт в ноябре 2014 года.